# Peter Monod
Peter Monod (1958) è un ex sciatore alpino canadese.

## Biografia
Specialista delle prove tecniche originario di Banff, Peter Monod proviene da una famiglia di grandi tradizioni nello sci alpino: è figlio dello svizzero John, fratello di Philip e Stephanie Townsend e padre di Tatum, tutti atleti di alto livello; fece parte della nazionale canadese dal 1976 al 1982 e vinse otto titoli nazionali. Non prese parte a rassegne olimpiche né ottenne piazzamenti in Coppa del Mondo o ai Campionati mondiali.

## Palmarès

### Campionati canadesi
- 8 ori (slalom speciale nel 1978; slalom gigante nel 1979; slalom gigante, slalom speciale, combinata nel 1980; slalom gigante, slalom speciale nel 1981; slalom speciale nel 1982)[2]